# 6240 Lucretius Carus
6240 Lucretius Carus eller 1989 SL1 är en asteroid i huvudbältet som upptäcktes den 26 september 1989 av den belgiske astronomen Eric W. Elst vid La Silla-observatoriet. Den är uppkallad efter den romerske filosofen Lucretius.
Asteroiden har en diameter på ungefär 4 kilometer och den tillhör asteroidgruppen Flora.